# Carl Johnson (lekkoatleta)
Carl Edward Johnson (ur. 21 maja 1898 w Genesee, zm. 13 września 1932 w Detroit) – amerykański lekkoatleta specjalizujący się w skoku w dal, uczestnik letnich igrzysk olimpijskich w Antwerpii (1920), srebrny medalista olimpijski w skoku w dal. 

## Sukcesy sportowe
- mistrz Intercollegiate Association of Amateur Athletes of America w skoku w dal – 1919[1]

| Rok  | Miasto    | Zawody               | Konkurencja | Wynik         |
| ---- | --------- | -------------------- | ----------- | ------------- |
| 1920 | Antwerpia | Igrzyska olimpijskie | skok w dal  | srebrny medal |

## Rekordy życiowe
- skok w dal – 7,34 (1919)